# CLDR
CLDR(Common Locale Data Repository, 공통 로케일 데이터 리포지토리)는 유니코드 컨소시엄에서 XML 형태로 제공하는 로케일 정보이다. CLDR에는 운영 체제를 사용할 때 일반적으로 필요한 정보를 포함한다.